# Рено FT
Рено FT (фр. Renault FT, Automitrailleuse à chenilles Renault FT modèle 1917) — первый серийный пушечный либо пулемётный гусеничный лёгкий танк. Первый танк, имевший башню кругового вращения, а также первый танк классической компоновки (отделение управления — впереди, боевое — в центре и моторное — сзади). Один из самых удачных танков Первой мировой войны.
Разработан в 1916—1917 годах под руководством Луи Рено как танк непосредственной поддержки пехоты. Принят на вооружение французской армией в 1917 году. Выпущено около 3500 экземпляров. Кроме того, Рено FT выпускался по лицензии в США под названием M1917 (Ford Two Man) (выпущено 950 экземпляров) и в Италии под названием FIAT 3000. Модифицированный вариант выпускался также в СССР под названием «Рено русский». Танк применялся в локальных конфликтах вплоть до конца 1940-х годов ().

## История создания и производства
Разработка нового лёгкого танка была начата в мае 1916 года известным автомобильным производителем Луи Рено. Есть свидетельства о том, что сам Рено занимался предварительной разработкой проекта танка, так как не был достаточно уверен, что верное соотношение мощности и веса машины может быть достигнуто для среднего танка, запрашиваемого армией. Заключительные чертежи проекта подготовил один из самых талантливых проектировщиков Рено — Родольф Эрнст-Мецмаир.
Несмотря на то, что проект танка Рено был намного более прогрессивным, чем первые два французских танка (CA-1 Шнейдер и средний Сен-Шамон), у Рено поначалу были проблемы с утверждением проекта командующим французскими танковыми силами полковником (позже генералом) Жан-Батистом Эженом Эстиенном (Jean Baptiste Eugène Estienne). Даже после первого использования танков англичанами 15 сентября 1916 года, после которого французам потребовалось внедрение собственных танков, производство лёгкого танка было почти отменено в пользу сверхтяжёлого танка (более поздняя разработка Char 2C). Однако, при активной поддержке Эстьенна, а затем и французских главнокомандующих, которые рассматривали лёгкие танки как более выполнимый и реалистический выбор, Рено наконец смог продолжить разработку своего танка. Но всё равно соревнование с Char 2C длилось до самого конца войны.
В первой половине 1917 года опытный образец танка медленно совершенствовался, однако проблемы с ремнём привода вентилятора и с системой охлаждения у FT -17 сохранилась до конца Первой мировой войны. В 1917 году было произведено всего 84 танка, но до конца войны было поставлено 2697 машин. По крайней мере, всего было произведено более 3177 танков, некоторые оценки указывают до 4000 танков, всех модификаций. Однако цифра 3177 — общее количество танков, поставленных французской армии; ещё 514 танков были, возможно, непосредственно поставлены армии США, 24 — в Великобританию и три — в Италию. Таким образом, вероятное полное количество выпущенных танков составило 3694 единиц. Сначала, у танка была круглая башня, позже — восьмиугольная башня. В последних модификациях танк имел скруглённую башню (называемой башней Жиро, по названию одной из многих фабрик, на которой выпускались), изготавливаемую из листовой стали. На последние две модификации танка могли устанавливаться орудия Puteaux SA 18 или 7,92-мм пулемёт Гочкиса. В США была построена по лицензии немного изменённая версия Шеститонный танк или M1917 (всего 950 танков, из них 64 единицы до конца войны, но ими не успели воспользоваться, из-за устаревания конструкции).
Всего, в общей сложности, во Франции, США и Италии было выпущено 7820 единиц Рено различных вариантов, и несмотря на активные экспортные поставки, свыше 2800 танков этого типа продолжали оставаться на вооружении французской армии в межвоенные годы. Это накладывало существенный отпечаток на французское танкостроение в 1920-е годы — при наличии столь значительных запасов, превышавших любые запросы армии в мирное время, модернизация танкового парка шла медленно. Разработанные как развитие FT, средние танки NC 27 и NC 28 немногим превосходили его по боевым качествам, отличаясь к тому же ненадёжной подвеской и, в результате, были выпущены в незначительном количестве. Единственным танком поддержки пехоты, принятым на вооружение за это время, был разработанный на основе NC 28 и выпущенный в количестве, по разным данным, от 60 до 100 единиц D1 — малоподвижный и недостаточно для своей массы бронированный.

## Описание конструкции
FT стал первым танком, имевшим компоновку, получившую позже название «классической». Отделение управления размещалось в лобовой части танка, боевое отделение с башней кругового вращения, в которой находилось основное вооружение танка, располагалось за ним, в средней части танка, а моторно-трансмиссионное отделение занимало кормовую часть корпуса. Экипаж танка состоял из двух человек — механика-водителя и командира, занимавшегося также обслуживанием пушки или пулемёта.

### Броневой корпус и башня
Как и говорилось раньше, сначала у танка была круглая башня, позже — восьмиугольная башня. В последних модификациях танк имел скруглённую башню.

### Вооружение
Рено FT-17, помимо невооружённого варианта танка управления, выпускался в двух вариантах, «пушечном» и «пулемётном», различавшихся установкой соответствующего вооружения в башне. Большая часть танков (около 2100 машин) была выпущена в пулемётном варианте. В пушечном же были выпущены около 1500 машин.
Вооружение танков «пушечного» варианта состояло из полуавтоматической 37-мм нарезной пушки "Гочкисс" SA18, созданной на основе пехотной пушки mod.1916 TR. Пушка имела длину ствола в 21 калибр или 777 мм, вертикальный клиновой затвор и пружинные противооткатные устройства. Размещалась пушка в установке в лобовой части башни, в полусферической броневой маске, на горизонтальных цапфах установленной в поворотном в вертикальной оси основном броневом щитке. Наведение пушки осуществлялось её свободным качанием при помощи плечевого упора, максимальные углы вертикальной наводки составляли от −20 до +35 градусов.
| Боеприпасы пушки SA18             |          |                   |                  |              |                       |                        |                                         |
| Тип снаряда                       | Марка    | Масса выстрела, г | Масса снаряда, г | Масса ВВ, г  | Дульная скорость, м/с | Дальность табличная, м | Расчётный радиус поражения осколками, м |
| стальная осколочная граната       | Mle 1916 | 910               | 555              | 30 (мелинит) | 367                   | н/д                    | 5,3                                     |
| стальная осколочная граната       | Mle 1937 | 905               | 555              | 56           | 440                   | н/д                    | 5,2                                     |
| чугунная осколочная граната       |          | 820               | 435              | ? (мелинит)  | 402                   | н/д                    | ???                                     |
| бронебойный остроголовый сплошной |          | ???               | 510              | —            | 390                   | н/д                    | нет                                     |
| картечь 7,3мм                     |          | ???               | 16 х 31шт.       | 17           | 380-400               | н/д                    | нет                                     |

| Таблица бронепробиваемости для SA18 |     |     |     |     |      |
| Снаряд \ Расстояние, м | 100 | 250 | 500 | 750 | 1000 |
| бронебойный остроголовый (угол наклона 30°, гомогенная броня) |     |     | 12  |     |      |
| Следует помнить, что в разное время и в разных странах использовались различные методики определения бронепробиваемости. Как следствие, прямое сравнение с аналогичными данными других орудий часто оказывается невозможным. |     |     |     |     |      |

### Двигатель и трансмиссия
Четырёхцилиндровый рядный карбюраторный двигатель Renault 18CV был установлен по оси машины и имел:
- диаметр цилиндров 95 мм
- ход поршня 160 мм
- карбюратор типа «Зенит»
- зажигание от магнето
- регулятор числа оборотов

Двигатель развивал мощность 20 л. с. при 800 об/мин, 27 л. с. — при 1000 оборотах, 39 л. с. — при 1500 оборотах. Впереди двигателя у перегородки был размещён топливный бак. Подача бензина производилась насосом с мембраной или пульсатором, а на больших уклонах потреблялся бензин из дополнительного бачка. Охлаждение жидкостное. Через коническое сцепление вращающий момент двигателя передавался на механическую коробку передач с надвижными шестернями, дававшую четыре скорости вперёд и одну назад:
- 1-я и задний ход — 1,52 км/ч
- 2-я — 2,05 км/ч
- 3-я — 3,36 км/ч
- 4-я — 5,2 км/ч

Механизмами поворота служили конические бортовые фрикционы. Управление осуществлялось двумя рычагами поворота, рычагом управления коробки передач, педалями газа, сцепления и ножного тормоза, рукоятками акселератора и тормоза. Для поворота отключалась и притормаживалась соответствующая гусеница. Танк «Рено» мог разворачиваться на месте вокруг вертикальной оси.

### Ходовая часть
Ходовая часть применительно к одному борту состояла из 9 опорных и 6 поддерживающих катков, направляющего колеса с винтовым механизмом натяжения гусеницы и ведущего колеса заднего расположения. Поддерживающие катки сзади крепились на шарнире, а спереди были подрессорены винтовой спиральной пружиной — так автоматически поддерживалось натяжение гусеницы. Опорные катки собраны в 4 тележки (по одному борту) — одну с тремя, остальные с двумя опорными катками. Тележки попарно соединялись шарниром с балансиром, который шарнирно подвешивался к полуэллиптической листовой рессоре. Концы рессоры подвешивались к продольной двутавровой балке, крепившейся на борту корпуса. Из-за малого динамического хода катков такую подвеску иногда называют «полужёсткой». Направляющее колесо крепилось на передней части продольной балки в вилке с винтовым механизмом регулировки натяжения гусеничной цепи. На многих машинах направляющее колесо изготавливалось из дерева со стальным каркасом и ободом. Ведущее колесо расположено в задней части корпуса. Гусеница — крупнозвенчатая, цевочного зацепления (ведущее колесо захватывало гусеницу за шарнир траков). В литом траке гусеницы выделялась подушка (башмак) шириной 324 мм с грунтозацепом и два рельса (движение опорных катков по «рельсам» было типично для того времени). Ширина колеи гусеничного хода — 1,4 м.
Танк имел хорошую опорную и профильную проходимость. Давление на грунт составляло не более 0,6 кг/см2. Для улучшения проходимости при преодолении рвов и эскарпов в кормовой части был установлен съёмный кронштейн («хвост»). С «хвостом» машина была способна преодолевать ров шириной до 1,8 м и эскарп высотой до 0,6 м, валить деревья толщиной до 0,25 м, не опрокидывалась на подъёмах до 38° и при кренах до 28°. Минимальный радиус поворота равнялся ширине колеи машины (1,41 м).

## Машины на базе FT

### Иностранные варианты FT
6-тонный танк M1917 — (англ. Six-ton Tank M1917), также известный как «Форд-двухместный» (англ. Ford Two-man) — лёгкий танк США периода Первой мировой войны, вариант Рено FT. Производился серийно с октября 1918 года, общий выпуск составил 952 машины в нескольких вариантах. В Первой мировой войне эти машины принять участия не успели, однако использовались для учебно-тренировочных целей до конца 1930-х годов, а с началом Второй мировой войны многие из оставшихся M1917 были переданы Великобритании и Канаде, для использования в том же качестве.
На основе FT свой танк создали итальянцы. «Fiat 3000» (L5/21) и Fiat 3000B (L5/30). Разработку танка осуществляли фирмы «Ансальдо» и «Бреда», а заказ на производство 1400 машин был передан фирме «Фиат». По сравнению с FT «Фиат 3000» был более лёгким и скоростным. До появления в 1929 году английских танков «Карден-Лойд» Mk VI «Фиаты 3000» были единственными машинами, которыми в большом количестве располагала итальянская армия. Итальянцы использовали их в Абиссинии, Ливии и даже в самой Италии. В последний раз «Фиаты 3000» принимали участие в боевых действиях в ходе высадки союзных войск на Сицилии.
Также вариант FT производился в Советской России. Танк КС (сокращение от «Красное Сормово», также известный как «Танк М» и «Рено русский»), представлял собой почти полную копию французского лёгкого танка «Рено» FT. Выпускался в 1920 году мелкой серией на Сормовском заводе. Произведено всего 15 машин, каждая с личным названием, как у корабля — «Борец за свободу тов. Ленин», «Борец за свободу тов. Троцкий», «Пролетарий» («Пролетариат»), «Красный боец», «Парижская коммуна», «Буря», «Гроза», «Илья Муромец», «Победа», и т. д. Участия в каких-либо боевых действиях танки не принимали.
Позже, в 1925-27 годах, на основе FT и «Fiat 3000» был создан первый советский крупносерийный танк Т-18 (или МС-1). Производился с 1928 по 1931 год, всего в нескольких вариантах было выпущено 959 танков этого типа, не считая прототипа. В конце 1920-х — начале 1930-х годов Т-18 составлял основу танкового парка РККА, но довольно быстро был вытеснен более совершенным Т-26. Применялся в бою в конфликте на КВЖД, но в 1938—1939 годах устаревшие и достигшие крайней степени износа Т-18 были в основном сняты с вооружения или использовались как неподвижные огневые точки. В незначительном количестве эти танки ещё оставались в войсках в боеспособном состоянии к началу Великой Отечественной войны и использовались на начальном её этапе.

### Модификации
- FT с пушечным вооружением («самец») был вооружён полуавтоматической 37-мм нарезной пушкой фирмы «Пюто» — Puteaux SA 18. К этой модификации относилось около 1/3 всех построенных FT.
- FT с пулемётным вооружением («самка») был вооружён 7,92-мм пулемётом Hotchkiss Mle 1914. К этой модификации относилось около 3/5 всех построенных FT.
- FT BS вооружённый 75-мм орудием Блокхаус Шнайдер (короткоствольная гаубица). Фактически это была САУ. Имел экипаж 3 человека. Было изготовлено по крайней мере 39 танков.
- FT Signal ou TSF — командный танк с радиостанцией. С января 1918 года выпущено 200 экземпляров.
- FT modifié 31 перевооружённый пулемётом Reibel MAC31 калибра 7,5 мм. Начиная с 1931 года до начала Второй мировой войны модифицировано 1580 машин. Эту версию часто называют FT-31, хотя это и не было её официальным названием.
- M24/25 — модификация 1924—1925 гг.
- NC27 (NC1) — модификация 1927 г.
- NC28 — модификация 1928 г.
- NC2 (NC31) — модификация 1931 г.
- NC3 (D1)

### FT Kégresse (NC-31)
Вместе с тем, существующие FT, хотя и проявили себя как весьма эффективные танки в траншейной войне, не были хорошо адаптированы к условиям мирного времени. Основная проблема заключалась в их низкой максимальной скорости, что требовало использования специальных транспортных средств, когда танки должны быть перенесены за пределы своей операционной базы, и что делало их принципиально непригодными для патрульной службы в колониях. Поэтому было принято решение переделать часть существующих машин, с установкой на них более эффективной подвески. Первые изменения были в танках типа FT Kégresse, с подвеской оборудованной системой Kégresse, которая до этого использовалась в полугусеничных машинах. Гусеницы были сделаны из резины, укреплённой стальными элементами. В 1925 году 42 танка были перестроены таким образом, и использованы в 1926 году во время восстания берберов в Марокко. Это изменение позволило танкам развивать максимальную скорость в 17 км/ч, но опыт работы показал, что гусеница имела тенденцию соскакивать на максимальной скорости, что зачастую имело катастрофические последствия, и поэтому дальнейшая разработка проекта была прекращена. Девять танков FT Kégresse были проданы Югославии, пять — Польше и один — Швеции.

### Renault FT BS
Renault FT BS — САУ с 75 мм короткоствольной гаубицей Блокхаус Шнайдер, установленной в бронерубке. Её размер был больше предыдущих, из-за чего вес САУ увеличился до 7,2 тонн. Из-за большого орудия размер боекомплекта снизился до 30 снарядов. Экипаж состоял из 3 человек. Армии проект понравился и впоследствии поступил заказ на 970 машин. Но Первая мировая война закончилась, и к тому времени было создано лишь 39 машин, после чего выпуск прекратился. Нет достоверной информации насчёт использования этой САУ в 1940-х годах, но некоторые из машин приняли участие в боях в Северной Африке. Две САУ были захвачены Союзниками (США, Великобритания, Сражающаяся Франция) во время Мароккано-алжирской операции «Факел»
- FT AC - Некий вариант мобильного орудия разработанный в конце Первой мировой войны. На шасси танка FT-17 останавливался бронещиток, с закрепленным в нем 47-мм орудием Canon antichar de 47 mm modèle 1937. Бронещиток охватывал только лоб и борта, крыша для него не предусматривалась. Углы вертикальной наводки нового орудия были от -15 до +15 градусов, а горизонтальной — от -3 до +3 градусов. Острой проблемой САУ была скорость: 7,5 км/ч по бездорожью было бы достаточно для танка поддержки времен Первой мировой войны, но для современного боя этого было мало. Экипаж составлял 3 человека, механик, заряжающий и командир. Проект с точки зрения мобильных орудий был довольно неплох, однако в связи с концом войны, проект не получил должного развития. О его создании хотя бы в единичном экземпляре ничего не известно.

## Использовался
- Афганистан
- Бельгия — 54 шт.
- Бразилия — 40 шт.
- Великобритания — лицензионные американские
- Германская империя — использовались как трофеи
- Третий Рейх — использовались как трофеи под названием Pz.Kpfw.17R 730(f) или Pz.Kpfw.18R 730(f) — около 500 шт.
- Греция
- Иран
- Испания — в 1922 году из Франции поставлены первые 12 шт., в 1925 году — ещё 6 шт., всего к началу июня 1936 года было получено 90 шт. (из которых к началу гражданской войны оставались боеспособными 10 или 12). После начала войны республиканцам достались 6 FT в Мадриде, франкистам — 8 FT в Сарагосе[7]
- Италия — 7[8] шт., затем выпускалась собственная модификация FIAT 3000
- Канада — лицензионные американские
- Китай — один/два десятка
- Литва — 12 шт. пулемётных FT были получены в 1923 году, их перевооружили 7,92-мм пулемётом MG 08; в 1940 году они были переданы в состав РККА. По состоянию на 22 июня 1941 года в составе 202-й моторизованной дивизии 12-го механизированного корпуса РККА числились 6 неисправных литовских FT[9]
- Нидерланды — 2 шт.
- Норвегия
- Польша — 174 шт. (во второй половине 20-х годов часть польских FT в ходе модернизации получила новые траки и измененную конструкцию ленивца)
- Россия (белое движение)
- Румыния — 74 шт.
- Советский Союз — трофейные белые, польские и литовские экземпляры; также выпускалась собственная модификация «Русский Рено»
- США — 514 шт, затем выпускались по лицензии под названием М1917
- Турция
- Финляндия — 32 шт.[10]
- Франция — 3737 танков 1917—1940 гг.
- Режим Виши – 54 шт. в Сирии и Леванте, 244 шт. в Алжире, Тунисе и Французском Марокко. Около 6 шт. на Мадагаскаре, как огневые точки
- Чехословакия — 7 шт.
- Швейцария — 5 шт.
- Швеция — модификация NC27 (NC1) куплена для испытаний
- Эстония — 12 шт.
- Югославия — в 1920-е годы куплены 48 шт. FT, которые оставались на вооружении до немецкого вторжения в Югославию весной 1941 года[11]
- Японская империя — в 1922 году во Франции куплена партия FT (которые поступили на вооружение под наименованием тип 79 «Ко-Гата»)[12], в конце 1930-х годов в Китае были захвачены ещё три взвода FT (танковая рота французской армии), которые передали на вооружение японских оккупационных войск в Китае[9]

## Эксплуатация и боевое применение
В 1919 году в Польской Армии генерала Халлера во Франции образован 1 полк танков, оснащённый 120 танками FT (четвёртое место в мире относительно имеющихся броневых сил). В июне 1919 года полк танков вместе с армией генерала Халлера вернулся в Польшу, со всем оборудованием; участвовал в советско-польской войне.
В 1919 году шесть танков были захвачены красноармейцами под Одессой у экспедиционного корпуса стран Антанты. Один танк был направлен в Москву и по распоряжению Ленина на заводе Красное Сормово танк тщательно скопировали и выпустили с двигателем АМО и бронёй Ижорского завода под именем «Борец за свободу товарищ Ленин», иногда обозначаемый как первый советский танк «М». Правда, в пути некоторые детали были утеряны, поэтому некоторые агрегаты, например, коробку передач, пришлось конструировать заново.
Задачу удалось выполнить, но лишь отчасти: было построено всего 15 экземпляров, причём, по заключению одной из комиссий, они были «неудовлетворительны по качеству, неудобны по владению оружием, частично совершенно невооружены».
Первые танки попали в Японию уже вскоре после окончания Первой мировой войны. Первым японским танком стал прибывший в октябре 1918 года британский Mk.IV, за которым в 1919 году последовали приблизительно 6 Mk.A «Уиппет» и 13 французских FT, получивших в Японии обозначение «Ко Гата Сенша»
На 1920 год Франция располагала 9 полками трехбатальонного состава.
FT активно применялись Испанией в Марокко в ходе Испано-франко-марокканской войны 1921—1926 гг. Несколько десятков FT были закуплены во Франции, первая партия танков поступила летом 1922 года. 10 оставались исправны ко времени франкистского мятежа в июне 1936 года. Ещё 64 закуплены в Польше «для Уругвая» и доставлены в Бильбао 8 ноября 1936 — 31 марта 1937 года на трёх судах.
Даже в конце 1930-х годов FT оставался пригодной к боевым действиям бронемашиной. По состоянию на 15 августа 1939 года на вооружении Германии числились 1445 Pz.Kpfw.I Ausf.A и Ausf.B, что составляло 46,4 % всей бронетехники Панцерваффе. Поэтому даже безнадёжно устаревшие к тому времени FT, имевшие пушечное вооружение, имели в бою преимущество над ним и были вполне пригодны, в условиях грамотного использования для применения в качестве истребителя танков. Однако следует учесть, что немецкие Pz.Kpfw.I, хотя всё ещё использовались Вермахтом в значительных количествах, уже уступили роль основного танка значительно более боеспособным Pz.Kpfw.II, Pz.Kpfw.III и поступившим в ещё мелкосерийное производство Pz.Kpfw.IV.
К началу Второй мировой войны FT состоял на вооружении в армиях ряда государств, в том числе Франции и Польши. Польская армия к 1939 году имела 102 танка этого типа. 12 этих танков поляки использовали при обороне Брестской крепости в сентябре 1939 года и смогли даже отбить первый штурм немцев, хотя и потеряли все танки.
32 танка состояли на вооружении Финляндии и принимали участие в завершающих этапах Зимней войны, хотя больше как неподвижные огневые точки.
После капитуляции Франции летом 1940 года, французские танки поступили в распоряжение немецкого военного командования. Трофейные французские танки использовались Вермахтом как учебные машины, а также как боевые, для тылового патрулирования, антипартизанских операций, в составе бронепоездов и охраны аэродромов. Небольшая часть танков осталась во Французских колониях, которые подчинялись прогерманскому режиму Виши. В частности в Марокко французские FT состояли на вооружении 62-го и 66-го танковых батальонов. В Алжире в 64-м танковом батальоне. 6 танков этого типа было на Мадагаскаре, но техническое состояние позволяло использовать их только как неподвижные огневые точки.
По состоянию на начало апреля 1941 года, перед началом немецкого вторжения в Грецию, 11 танков FT оставались на вооружении греческой армии.
Танки применяли во время Парижского восстания против немецких оккупантов в августе 1944 г. и в столкновении между китайскими и японскими войсками у Ханойской крепости в августе 1945 года.
Конструкция танка со вращающейся башней и задним расположением моторного отделения определила дальнейшее развитие танкостроения. Именно из-за этого Рено FT и последующие его модификации служили в вооружённых силах многих стран довольно длительное время. Танк был универсален, именно этот танк стал отцом всех башенных танков.
Рено FT был сравнительно простым танком; характеризовался небольшим давлением на грунт — 0,6 кг/см², что важно при движении по пересечённой местности. Танк мог преодолевать окопы шириной до 1,8 метра и склоны до 35°.

## Сохранившиеся в России экземпляры
- Один экземпляр есть в экспозиции в Бронетанкового музея в Кубинке. На табличке в музее он подписан как Рено ФТ, но некоторые эксперты утверждают что это гибрид сделанный из частей танка Рено ФТ и танка Русский Рено (который представлял собой почти полную копию французского танка). При том большая часть этого гибрида все таки относится к Русскому Рено[22].
- Рено ФТ, полностью отреставрированный, можно увидеть в Музее отечественной военной истории в деревне Падиково Истринского района Московской области. Образец для экспозиции приобрели во Франции в 2021 году как бронекорпус, который использовался после Первой мировой, как огневая точка на линии Мажино.

## Исторические факты
- Первая танковая часть на территории бывшей Российской империи — танковый дивизион при Совнаркоме Советской Украины — была создана в Харькове краскомом Селявкиным в 1919 г. из трофейных танков Рено FT, захваченных под Одессой (станция Березовка). Впоследствии первая в СССР танковая часть была преобразована в Танковую эскадру РККА (т. н. «лефортовскую») (1922), основной ударной силой которой были трофейные британские танки Mark V.

## Видео
- https://www.youtube.com/watch?v=iU8HGs_GrRw
- https://www.youtube.com/watch?v=eIDg_ng-Qi0
- https://www.youtube.com/watch?v=AH5oGnmNCxU
- https://www.youtube.com/watch?v=Yr1vJWjRQ5Y
- https://www.youtube.com/watch?v=0ZZTNJmgJkI

## Фотографии
- FT преодолевает траншею
- Командир и стрелок танка FT, с открытыми бронепластинами. Франция, 1918.
- 37 мм пушка в башне
- пушечный танк Рено FT
- Американские Рено FT во Франции, сентябрь 1918
- Рено FT в музее в Оверло
- Танк с «хвостом» мог преодолевать окопы шириной до 1,8 метра
- Музей армии (Париж)